# Plaza Irlanda
La plaza Irlanda es uno de los principales espacios verdes de la ciudad de Buenos Aires.
Se encuentra en el barrio de Caballito, justo en el límite con Flores, rodeada por la avenida Gaona, las calles Tte. Gral. Donato Álvarez, Neuquén y Seguí, y es una de las plazas más grandes de la ciudad.

## Historia

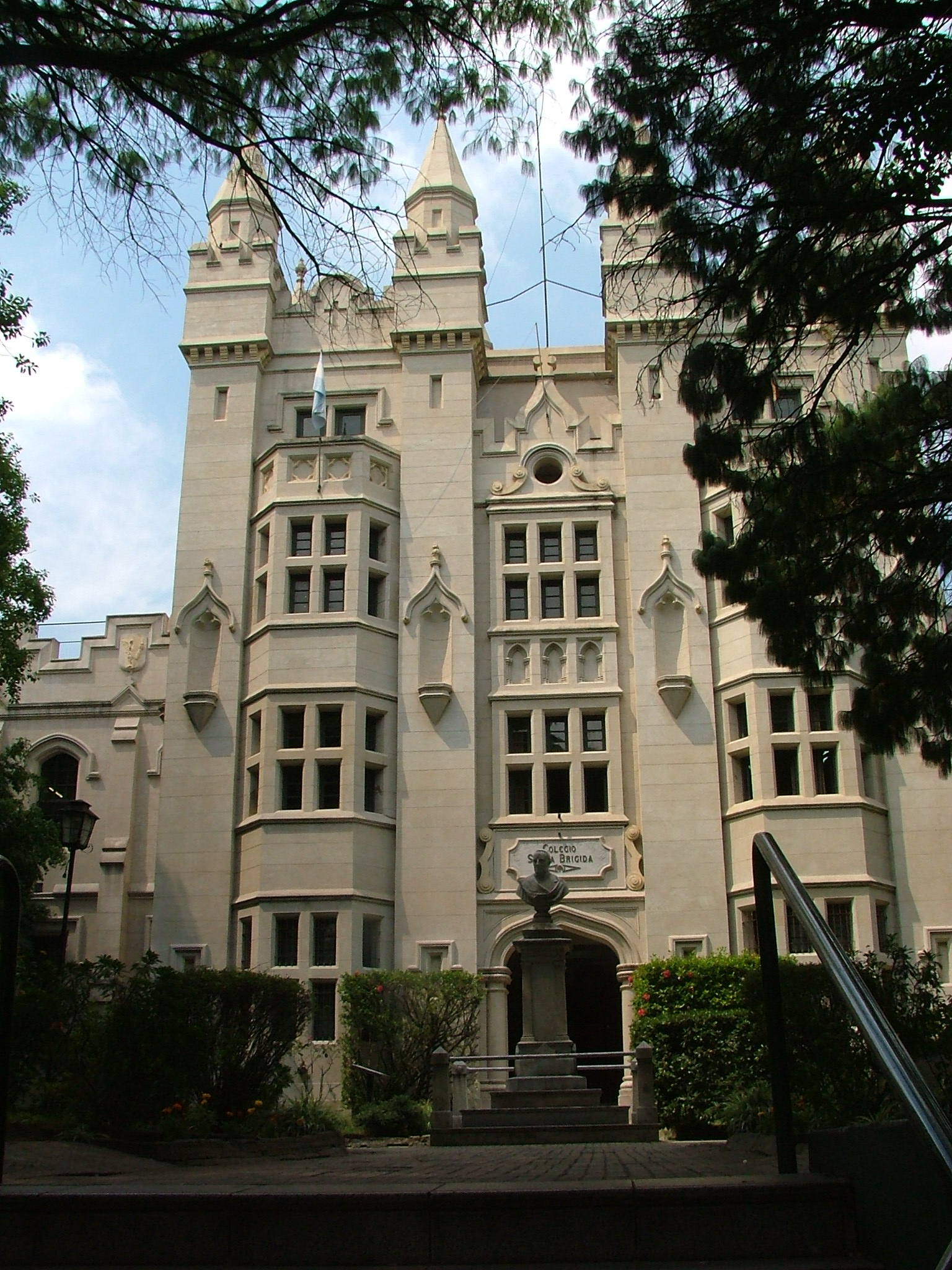
Fachada del Colegio Santa Brígida

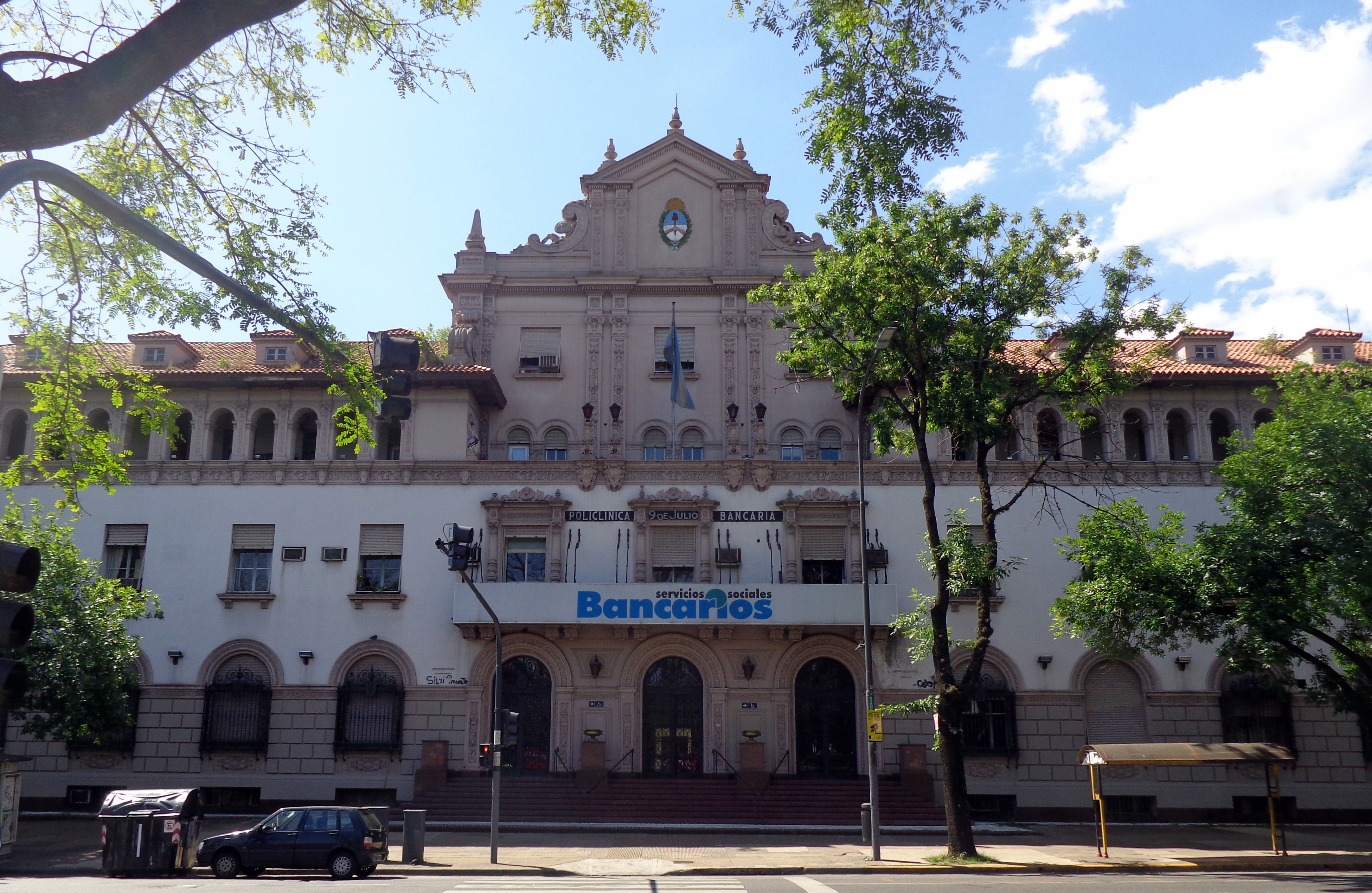
Policlínico Bancario, en Avenida Gaona.

Antiguamente este predio fue parte de lo denominado como “Quinta de Gregorini”.
En marzo de 1897 la Asociación Católica Irlandesa compró los terrenos que ocupan en la actualidad el Colegio Santa Brígida, el Colegio Monseñor Dillon y además el terreno delimitado por las actuales avenidas Gaona y Donato Álvarez y las calles Neuquén y Seguí.
Este predio era utilizado como potrero, usado habitualmente para partidos de fútbol amistosos, dentro de la liga local de fútbol.
En el año 1905 se intentó construir un horno de ladrillos, aunque la Municipalidad lo impidió debido a las grandes quejas de los vecinos.
Quince años después, en 1920, se funda en estos terrenos el Club Ítalo-Argentino del Giocco al Pallone (juego parecido a la pelota paleta), que luego sería trasladado a la calle Heredia 1225.
En diciembre de 1922 la Municipalidad de Buenos Aires, por iniciativa del intendente Carlos M. Noel, compró estos terrenos a la Asociación Católica Irlandesa.
El parque fue inaugurado el 12 de octubre de 1927 por el intendente sucesor, Horacio Casco, con la presencia de representantes de la comunidad irlandesa en Buenos Aires. Fue necesaria una inversión de 55 millones de pesos.
Dos días después, The Southern Cross —el diario irlandés fundado en la ciudad en 1875— dedicó casi una página al acontecimiento y destacó que el nuevo parque "sólo era comparable con los bosques de Palermo" o "con la iniciativa de don Torcuato de Alvear que se tradujo en la apertura de la Avenida de Mayo, hoy nuestra más importante arteria céntrica".
Su nombre fue dado por la ordenanza 1427 del 30/12/1925 en homenaje a los inmigrantes irlandeses en la República Argentina.

## Monumentos y esculturas
- Mástil: representa la confraternidad argentino - irlandesa, realizado por el escultor Luis Perlotti, inaugurado en el año 1935.
- La Fe: Obra escultórica del escultor francés Claude Eugéne Guillaume.
- La Esperanza: Obra escultórica del escultor francés Claude Eugéne Guillaume.
- La Caridad: Obra escultórica del escultor francés Claude Claude Eugéne Guillaume.
- Idilio: Fuente del escultor Pablo Tosto (nacido en Italia en 1897 y fallecido en 1973 en Argentina), cuyo yeso original obtuvo el 2.º Premio Municipal en el Salón Anual correspondiente a 1928.
- Busto de Padraig Pearse: Busto del poeta y revolucionario irlandés, Padraig Pearse. Del escultor `Francisco Julián Márquez Luque.

## Descripción de la plaza
Posee 52.600 m² de superficie, lo que la convierte en una de las plazas de mayor tamaño de la Ciudad de Buenos Aires.
Más de 50 especies botánicas conforman el follaje de la plaza, destacándose la frondosa arboleda que rodea su perímetro y en especial las tipas que conforman el lateral a la avenida Gaona junto con algunas especies de robles. Además, se encuentran algarrobos, pinos, palos borrachos, plátanos, palmeras y fresnos.
En la década del ´70 se reformó el trazado original, abriéndose caminos que cortan el original césped y se plantaron gran cantidad de fresnos americanos.
Durante la jefatura de gobierno de Telerman recibió una gran reforma que permitió incorporar y mejorar su estructura.
Cuenta con bicisendas de carpeta de cemento que bordean la plaza, y un sendero aeróbico que corre en forma paralela. La bicisenda y el sendero aeróbico estaban rodeados de arbustos como abelias, olea texano, streptosolen y nandinas, muchas de estas especies en la actualidad se han secado debido al descuido en su mantenimiento.
Posee sectores con mesas en diferentes puntos de la plaza. También un anfiteatro cercano a lateral de la calle Neuquén donde se realizan actividades como la práctica de murga, clases de gimnasia y proyecciones de cines.
En la mitad de su lateral sobre la calle Neuquén se ubica una calesita, conocida como la calesita “de José”. Cuenta con dos sectores de juegos de niños. Posee también un baño público enfrente del Policlínico Bancario, actualmente en desuso, por lo cual solo se pueden usar los baños del club de jubilados, aunque con ciertas restricciones. En la actualidad, solo existe un baño químico, de uso exclusivo del guardián de la plaza. 
Desde hace un cuarto de siglo funciona en un sector de la plaza, frente al edificio del Instituto Monseñor Dillon, un club de vecinos y jubilados. Siendo los pasatiempos el juego de las bochas, junto con el truco y el ajedrez.
Desde 2007 se encuentra enrejada en su totalidad, y solo es accesible hasta las 20 hs.